# 중력 변칙
중력 변칙(重力變則, 영어: gravitational anomaly)은 게이지 이론에서 생기는 변칙의 하나로, 게이지 이론에 중력을 더하면 이론이 일관성을 잃게 되는 변칙이다. 다시 말하면, 게이지 이론의 미분동형사상 대칭이 변칙적으로 깨지는 것이다. 중력변칙을 지니는 이론은 중력과 같이 고려할 수 없으므로 자연계에 존재할 수 없다.

## 순수 중력 변칙
순수 중력 변칙은 게이지 입자에 관련없는 현상의 변칙이다. 이는 대개 중력자가 붙어 있는 페르미온 고리 꼴의 파인만 도형으로 나타난다. 이는 짝수 차원에만 존재한다.

1984년에 루이스 알바레스-고메(Luis Álvarez-Gaumé)와 에드워드 위튼이 발견하였다.

## 혼합 변칙
중력자와 게이지 입자를 포함하는 파인먼 도형은 혼합 변칙(mixed anomaly)을 일으킬 수 있다. 이러한 혼합 변칙을 피하려면 이론은 다음 조건을 만족하여야 한다.
{\displaystyle \operatorname {tr} t_{R}^{a}=0}
여기서 {\displaystyle t_{R}^{a}}은 이론의 페르미온 표현의 생성자고, {\displaystyle \operatorname {tr} }은 모든 페르미온에 걸친 대각합이다.
SU(2)×U(1)의 표준 모형에서는 {\displaystyle \operatorname {tr} Y=0}이므로 중력변칙을 피한다.